# Торин-Ильевич, Леонид Ефремович

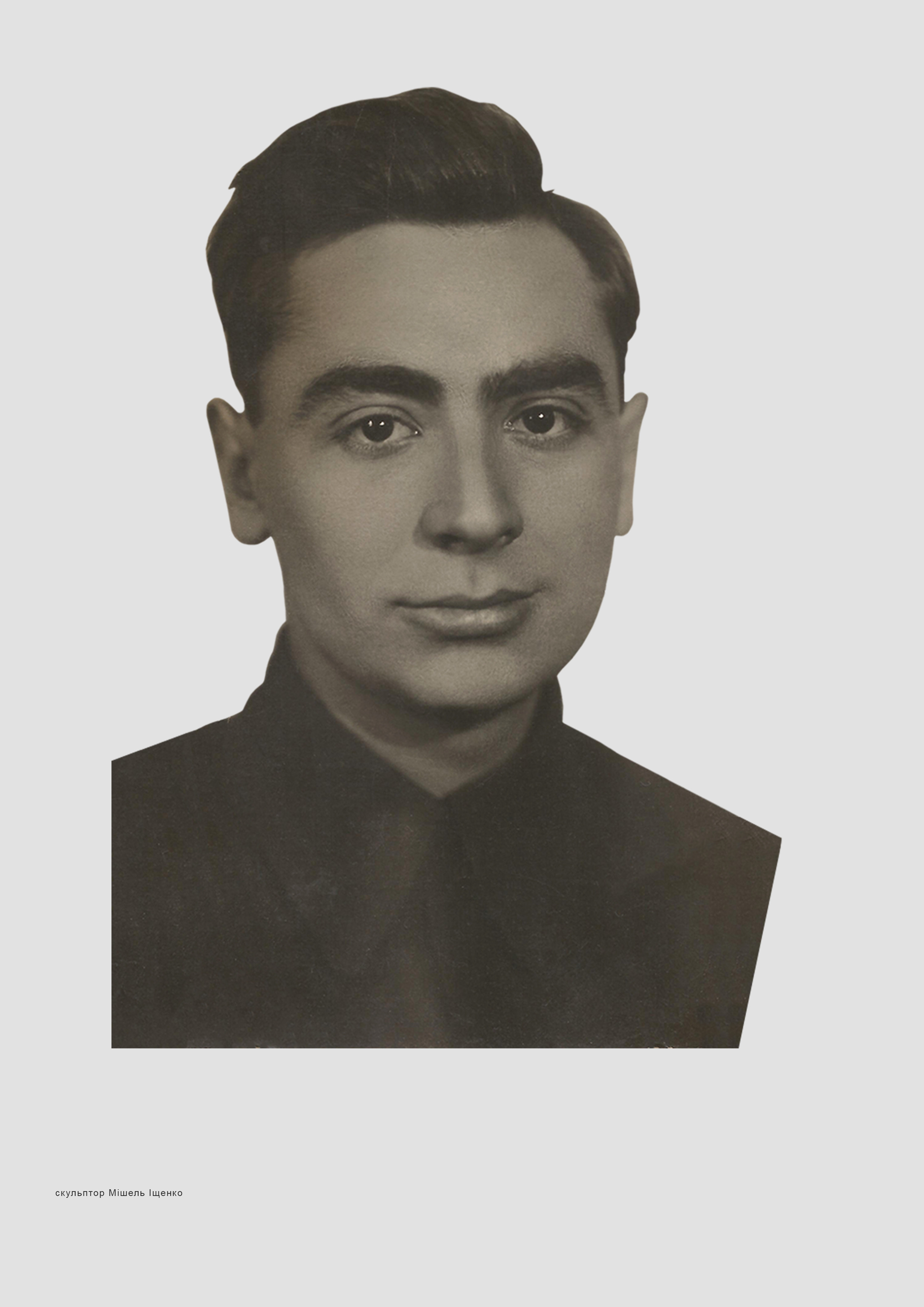
Прижизненная фотография

Торин-Ильевич Леонид Ефремович, писательский псевдоним : Владимир Торин.

## Биография
Леонид Ефремович Торин-Ильевич родился 21 февраля 1911
года в Украине на окраине города Горловки (Донбасс). Умер 25 октября 1965 г. Похоронен в Киеве на Байковом кладбище.
Семья мальчика жила бедно, как и все шахтерские семьи. Ютились в землянке, отец работал на шахте. Леня закончил среднюю трудовую школу, учился в фабричной заводской школе горнопромышленного ученичества на слесаря-инструментальщика. Первым его наставником становится известный всей Горловке старый мастер Семен Яковлевич Бескоровайный. Работает в шахтно-ремонтной мастерской шахты «Кочегарка». Скоро Леонид начинает посещать занятия в литературном кружке при рабочем клубе. Там же читает свои первые поэтические строки. Клубный актив шахтерской Горловки в те годы активно участвовал в борьбе с неграмотностью, невежеством и бескультурьем.
Для того, чтобы быть пораньше срока принятым в комсомол, изменяет в документах год рождения с 1912 на 1911.
Пылкий и непоседливый Леонид Торин увлекся комсомольской работой. Особенно любил показы с комментариями на занятиях и лекциях диапозитивов, которые для него специально присылались. «И когда в полумраке шахтерской казармы, куда приносили волшебный фонарь, вспыхивал ослепительный луч, то казалось, его свет властно и далеко оттеснял темноту предрассудков и суеверий, старый, изживающий себя быт, всё то, против чего ополчались культармейцы…»
В 1929—1930 г.г. — работает заведующим организационной работой Горловского РК ЛКСМУ.
Весной 1930 г. ЦК ВЛКСМУ посылает 19-летнего комсомольца Торина в Казахстан для работы по социалистическому переустройству села. В Казахстане он встречается с известным венгерским писателем-революционером Мате Залка. Они не раз встречались в аулах и на совещаниях на станциях только-что построенного Турксиба. От него молодой поэт получил первые наставления и советы в литературной деятельности. Позднее мечтал написать книгу о жизни и борьбе это замечательно человека.

### Жизнь и творческая деятельность
Первая книга рассказов В. Торина «Два Донбасса» вышла одновременно в 1930 г. в двух издательствах ГИХЛ и ДВУ, где ярко описывались картины нового и светлого, что входило в жизнь, труд, будни советских шахтеров.
Под впечатлениями от командировки в Казахстан у Торина выходит повесть «Чья земля» о донецких комсомольцах, поднимавших целину казахстанских степей.
В тридцатые годы комсомольца Торина посылают на учёбу в Харьковский институт народного хозяйства. Закончить его не удалось. Комсомольская организация рекомендует Владимира на работу секретарем Дзержинского райкома комсомола г. Харькова. Работа в райкоме не увлекла молодого автора и В. Торин возвращается в Донбасс где пишет рассказы, повести и романы о жизни шахтеров, индустриализации угольной индустрии. Активно сотрудничает с редакцией «Литературной газеты» органом партийного комитета, шахтного комитета и комитета ЛКСМУ шахты «Кочегарка».
В 1934 году, будучи делегатом Первого Всесоюзного съезда советских писателей, выступает с его трибуны с докладом о задачах и трудностях литераторов Донбасса . На съезде секретарь союза советских писателей М. Горький вручает ему членский билет Союза писателей СССР № 209.
В середине 30-х годов писатель переезжает в г. Киев, где получает квартиру в пятом подъезде знаменитого дома писателей «Ролит» по адресу ул. Б. Хмельницкого 68 (то время ул. Ленина).
Вернувшись со съезда, Торин пишет повесть «Крепь» и роман «Утверждение», вышедший в 1935 году в издательстве «Держлiтвидав».
С 1935 по 1937 г.г. Владимир Торин руководит писательской организацией Донбасса.
С 1936 года — второй редактор-консультант литературного отдела Киевской киностудии художественных фильмов.
С 1937 по 1940 г.г. — назначен ответственным секретарем журнала «Молодий бiльшовик»
В ноябре 1938 г. принят в члены КПСС.
До войны так же опубликованы книги: «Друзья детства», «Русявый парень», «Чья земля?», Яшка Кручекай", «День забойщика Саввы», несколькими изданиями выпущены романы "Утверждение " и «У человека одна жизнь».
В 1935 году в нескольких номерах журнала «Литературный Донбасс» публикуется повесть В.Торина «Родство», где он в первой части подробно описывает каторжный быт и труд шахтеров дореволюционной России, борьбу подпольщиков за лучшую жизнь. Прототипом одного из героев книги является будущий первый секретарь Горловского комитета партии Вениамин Фурер, в 1937 году объявленный властью «врагом народа», впоследствии — расстрелян. Тут же были предъявлены обвинения, в прославлении деятельности «ярого врага народа, бывшем секретаре Горловского партийного комитета В. Фурере», автору повести Владимиру Торину. В газете «Правда» от 29 июня 1937 г. опубликована статья В. Солодовника и Л. Семенова «Родство с врагом». Ещё через месяц 22 июля 1937 г. журнал «Кино» издававшийся в Киеве публикует статью Л. Михайлова «Враги народа и чужаки в Киевской киностудии». Писателю чудом удается избежать репрессий.
С первых дней Великой Отечественной войны В. Торин призван на службу Киевским РВК. Писатель с войсками Южного, Юго-Западного и 3-го Украинского фронтов с оборонял Сталинград, сражался за Днепр, освобождал города и села Румынии. Сначала в качестве политработника, затем корреспондента армейской фронтовой газеты «Советский Воин»(ЮЗФ).
В последние дни войны — тяжело ранен. Из госпиталя возвращается в г. Киев.
Награждён боевыми орденами и медалями.
На войне знакомится с будущей женой Таракановой (Паремской) Верой Константиновной. (1919 г. рождения. Умерла в г. Киеве в 2009 году).
В послевоенный период выходят наиболее зрелые произведения писателя. Это прежде всего романы «Вчера были подростками» и «Донецкий кряж» неоднократно переиздаваемые массовыми тиражами.
В послевоенные годы не теряет связи со своими земляками-писателями. в гостеприимном доме Торина часто бывали его литераторы-земляки Донбасса: П. Беспощадный, Иван Ле А. Головко, П. Северов и многие другие.
В послевоенные годы опубликованы так же: роман «Одна семья», сборники повестей и рассказов «Перед праздником», «Шахтерская слава», «По зову сердца», «Подвиг Авдея».
В 1946 г. в семье писателя рождается сын Александр. В 1970 в его семье рождается сын, названный в честь своего деда-писателя Владимиром, который в 2016 г. вступает в Союз писателей России (членский билет № 8739), пишет бестселлеры романы «Амальгама» и «Амальгама-2» и становится автором идеи Международного культурного фестиваля «Русский Рим».
В 1950 г. -рождается дочь Наталья.
В 1952 году над головой писателя вновь сгущаются тучи. Ему предъявлено обвинение в «антисоветской деятельности». В. Торин какое-то время вынужден скрываться у дальних родственников и друзей. От расправы спасли вмешательство фронтовых товарищей и смерть И. Сталина в 1953 г.
После двухмесячной творческой командировки в Прикарпатский военный округ писатель пишет свою последнюю работу — повесть «Служу в солдатах», которая выходит в свет сначала в виде подборки глав на страницах журнала «Радуга» и целиком в издательстве «Молодь», уже после смерти автора.
В квартире в легендарном доме «Ролит» проживает правнучка писателя.
В 2010 году друзья и близкие писателя обратились к городским властям с просьбой установить мемориальную доску на фасаде дома «Ролит» по адресу г. Киев, ул. Б. Хмельницкого 68, где проживал писатель с 1935 по 1965 гг, но разрешение получено не было.